# Robbie Muirhead
Robbie Muirhead (* 8. März 1996 in Irvine) ist ein schottischer Fußballspieler.

## Karriere

### Verein
Robbie Muirhead wurde im Jahr 1996 in der schottischen Küstenstadt Irvine geboren. Seine Fußballkarriere begann er beim FC Kilmarnock. Am letzten Spieltag der Scottish Premier League 2012/13 gab der 17-jährige Muirhead sein Profidebüt gegen den FC St. Mirren als er für Cillian Sheridan eingewechselt wurde. In Saison 2013/14 kam er auf 21 Ligaspiele und zwei Treffer. In der Saison darauf spielte er bis Januar 2015 in 20 Partien und erzielte zwei Tore. Am letzten Tag der Wintertransferperiode wechselte Muirhead für eine Ablösesumme von 150.000 £ zu Dundee United und unterschrieb einen Vertrag bis zum Jahr 2018. Sein Debüt für die Tangerines gab er als Einwechselspieler ausgerechnet gegen seinen vorherigen Verein aus Kilmarnock am 14. Februar 2015, als er für den Esten Henri Anier eingewechselt wurde. Erst im April stand Muirhead erstmals in der Startelf von United gegen Celtic Glasgow. Eine Woche später traf er mit seinem ersten Tor zum 1:0-Sieg über den FC Aberdeen. Bis zum Saisonende konnte der Angreifer unter Jackie McNamara 13 Einsätze vorweisen, bei denen er zwei Tore erzielte. Nachdem er zu Beginn der Saison 2015/16 nur dreimal zum Einsatz gekommen war, wurde er von September 2015 bis Januar 2016 an Partick Thistle verliehen. Der 19-Jährige konnte während der Leihe in acht Spielen zwei Tore schießen, bevor er nach Dundee zurückkehrte. Bis zum Ende der Saison kam er unter dem neuen Trainer von United Mixu Paatelainen zu keinem Einsatz. Im April 2016 wurde der Vertrag mit Muirhead und dem bereits feststehenden Erstligaabsteiger aufgelöst. Er unterschrieb daraufhin einen Vertrag bei Heart of Midlothian. Bereits nach einem halben Jahr wechselte Muirhead zu Milton Keynes Dons.

### Nationalmannschaft
Robbie Muirhead spielte im Zeitraum von 2011 bis 2014 für einige Juniorenmannschaften von Schottland. Er debütierte in der U-15 im Mai 2011 gegen Belgien als er für Liam Henderson eingewechselt wurde. Ab August desselben Jahres spielte Muirhead dreimal in der U-16. Im September 2012 gab er auch sein Debüt in der schottischen U-17 gegen Schweden. Zwei Wochen nach seinem Debüt gelang ihm gegen Nordirland der erste Treffer in der Nationalmannschaft. Im Oktober 2012 erzielte der Stürmer einen Hattrick beim 5:2-Sieg über Luxemburg. Im Jahr 2013 spielte Muirhead einmal in der U-18 gegen Israel. Ein Jahr später spielte er viermal in der U-19 von Schottland, für die er einen Treffer gegen Norwegen erzielen konnte.